# Вексилум

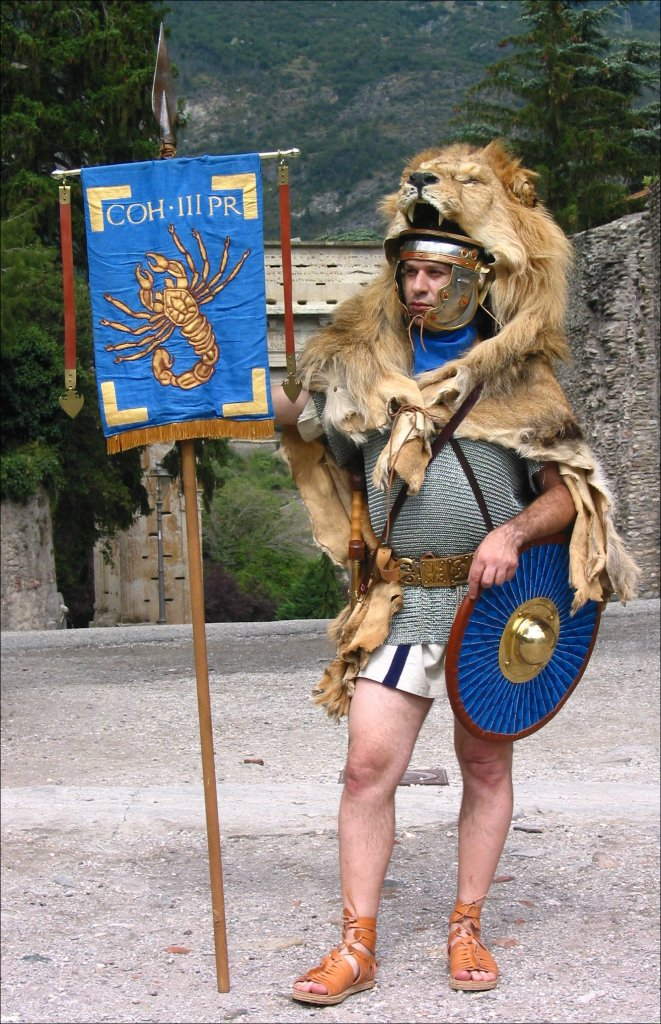
Преторіанський вексилярій: сучасне відтворення. Актор тримає вексилум із зображенням скорпіона — символом преторіанців, що використовувався ними на честь імператора Тіберія, який збудував для преторіанців табір у Римі. Знаком зодіаку Тіберія був Скорпіон.

Векси́лум (лат. vexillum — «мале вітрило», «вітрильце») — специфічний тип знамена, що використовувався римськими легіонами. На противагу більшості сучасних прапорів, що підвішуються до палі уздовж вертикального боку, квадратний вексилум звисав із горизонтальної поперечини, прикріпленої до списа, своїм верхнім боком.
Уперше вексилум з'явився в Європі у 105 до н. е. Військові символи Римської імперії, пурпуровий вексилум в армії та синій вексилум на флоті, були священними символами військової частини. Прапороносець (аквіліфер, вексилярій), за чином був вищий за простого легіонера. В бою «прапори» охороняли добірні когорти, у мирний час їх зберігали нарівні з державними святинями. За втрату аквіли чи вексилума суворо карали — розформуванням легіону й стратою кожного десятого легіонера (децимація).
У період Принципату служив бойовим прапором для кавалерійських підрозділів, для спеціальних формувань (наприклад, римських пожежників vigiles, загону ветеранів чи допоміжних військ auxilia), а також для військових загонів, виділених з різних частин — вексиляцій (vexillatio), виділених з різних легіонів та допоміжних військ (такі вексиляції протягом II–III ст. стояли у різних місцевостях Північного Причорномор'я).
Зображення цього прапора є на метопах монумента в Адамкліссі (римська провінція Дакія, Румунія) та часто зустрічається на спіральному фризі колони Траяна у Римі. Єдиний відомий на сьогодні артефакт римського вексилума походить з Єгипту. Він датується II–III ст. і зберігається у Державному музеї образотворчих мистецтв ім. А. С. Пушкіна у Москві. Від вексилума збереглося лише лляне полотно висотою 47 см і шириною 50 см. На вексиллумі з Єгипту зображено богиню Вікторію з лавровим вінком та пальмовою гілкою, яка стоїть на глобусі, у кутах намальовані золоті гаммадії (фігури у вигляді літери Г). На вексилумі міг міститися також напис з назвою військової частини.
Вексилуми використовували також у війську Боспорського царства — зображення вексилума та прапороносця є на фресці Стасовського склепу II ст. від Р. Х.